# Johanneshov
Johanneshov est un quartier du district de Enskede-Årsta-Vantör à Stockholm en Suède.

## Description
Le quartier compte 6 353 habitants en 2023 pour une superficie de 130 hectares
Johanneshov est voisin des quartiers de Södra Hammarbyhamnen, Hammarbyhöjden, Gamla Enskede, Enskede gård et Årsta.
Le quartier Johanneshov se trouve au sud de Skanstull avec la place Gullmarsplan à son extrémité nord.
La zone s'étend au sud jusqu'à Enskedevägen et Sofielundsvägen. 
Au nord-ouest s'étend Bolidenvägen et sa frontière occidentale est juste à l'est de Lindevägen. 
Sa frontière orientale comprend la ligne verte du métro de Stockholm jusqu'à Palandergatan et Hammarbybacken et contourne le cimetière du choléra de Skanstull.
La zone est dominée par l'esker Stockholmsåsen, qui s'étend du nord au sud en son milieu, là où se trouve aujourd'hui la Globenområdet. 
À l'est de la crête se trouvaient Dalarövägen et son successeur la Riksväg 73.
La ferme de Johanneshov se trouvait dans la partie nord-est de la région et les fermes Skärmarbrink et Blåsut dans sa partie la plus orientale.
Dans la partie orientale, il y avait des terres agricoles, mais le reste de la zone était dominé par la forêt et une petite tourbière juste au sud de l'actuelle station de métro Globen.

## Lieux et monuments
La redoute de Johanneshov (sv) est une fortification inachevée située à Johanneshov, dont la construction a commencé en 1859. 
Dès 1860, le Riksdag des États a décidé que les travaux de construction de cet immense projet devaient être arrêtés car le concept de défense était considéré comme dépassé.
En 1998, le musée municipal de Stockholm a réalisé une étude archéologique et une fouille des vestiges de la fortification. De la redoute de Johanneshov, il ne reste aujourd'hui que le mur de fondation nord, composé d'un mur de granit d'environ 79 mètres de long avec deux tours d'angle et des meurtrières. Les restes se trouvent maintenant dans le sous-sol d'un immeuble de bureaux à Arenavägen, directement au nord du Söderstadion. 
L'installation est un monument ancien et peut être visitée par le public pendant les heures de bureau.
L'arène de hockey sur glace Hovet, a ouvert en 1955 et a été reconstruit en 2002.
Les autres centres sportifs majeurs du quartier sont l'Avicii Arena (anciennement Stockholm Globe Arena et Ericsson Globe) et le stade de football 3Arena. 
Les clubs de football Hammarby IF et Djurgården IF sont basés au 3Arena construit en 2013.

## Transports
Le quartier est doté de quatre stations de métro ; Gullmarsplan, Globen, Skärmarbrink et Blåsut. 
Le train transversal s'arrête aux gares de Gullmarsplan et Globen. 
La gare de Gullmarsplan et la gare routière de Södertörnsbussarna sont des plaques tournantes importantes pour les transports publics dans le sud de Stockholm, où les bus viennent de diverses parties de Söderort ainsi que de la commune de Tyresö et de la commune d'Haninge.
Johanneshov est à l'intersection de la route nationale 73 et de la route nationale 75.

## Galerie

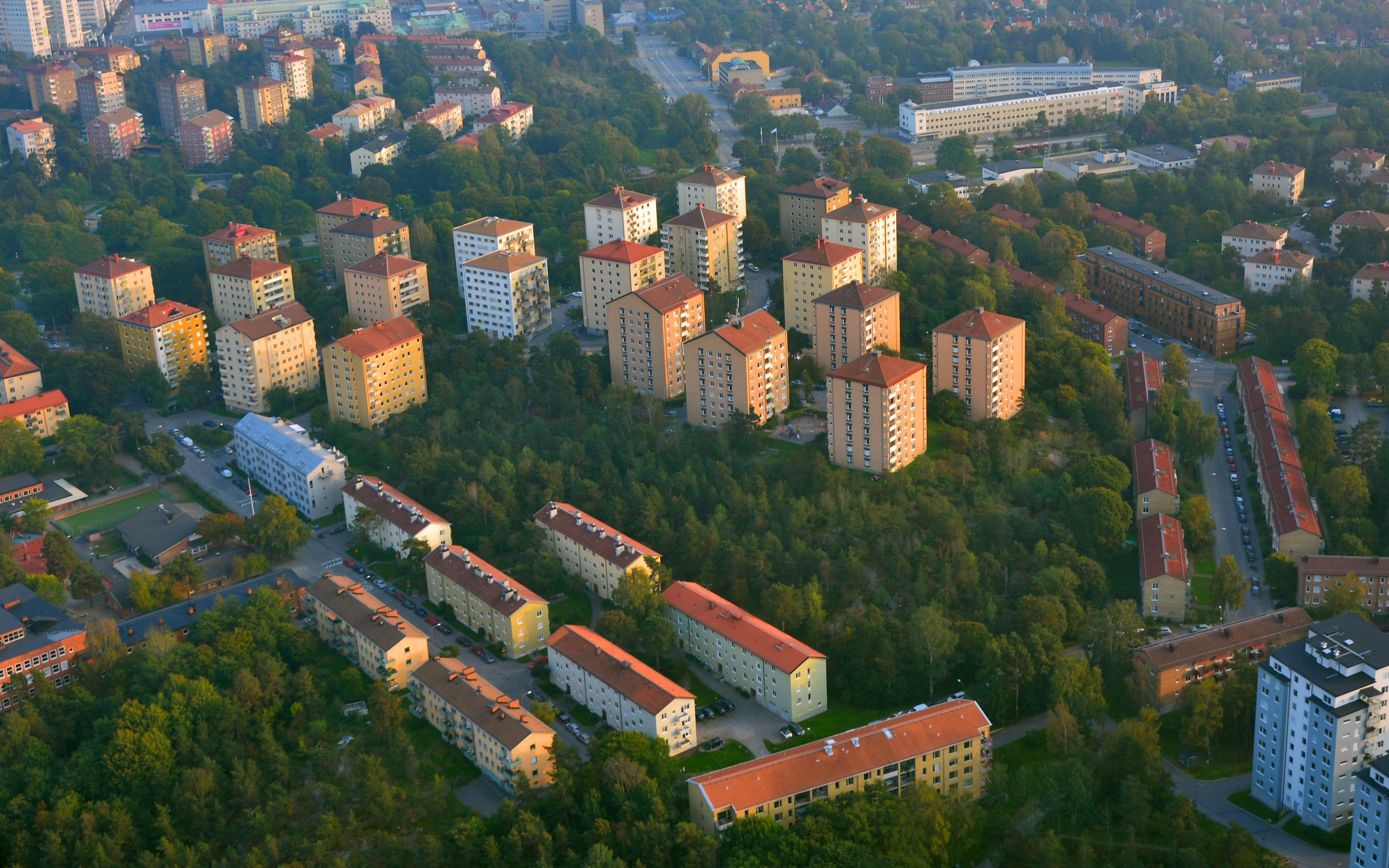
Johanneshov.
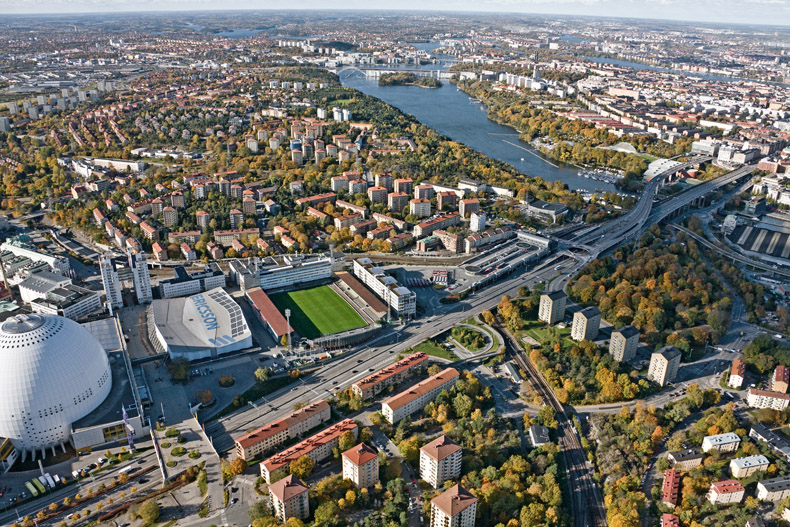
Globenområdet.
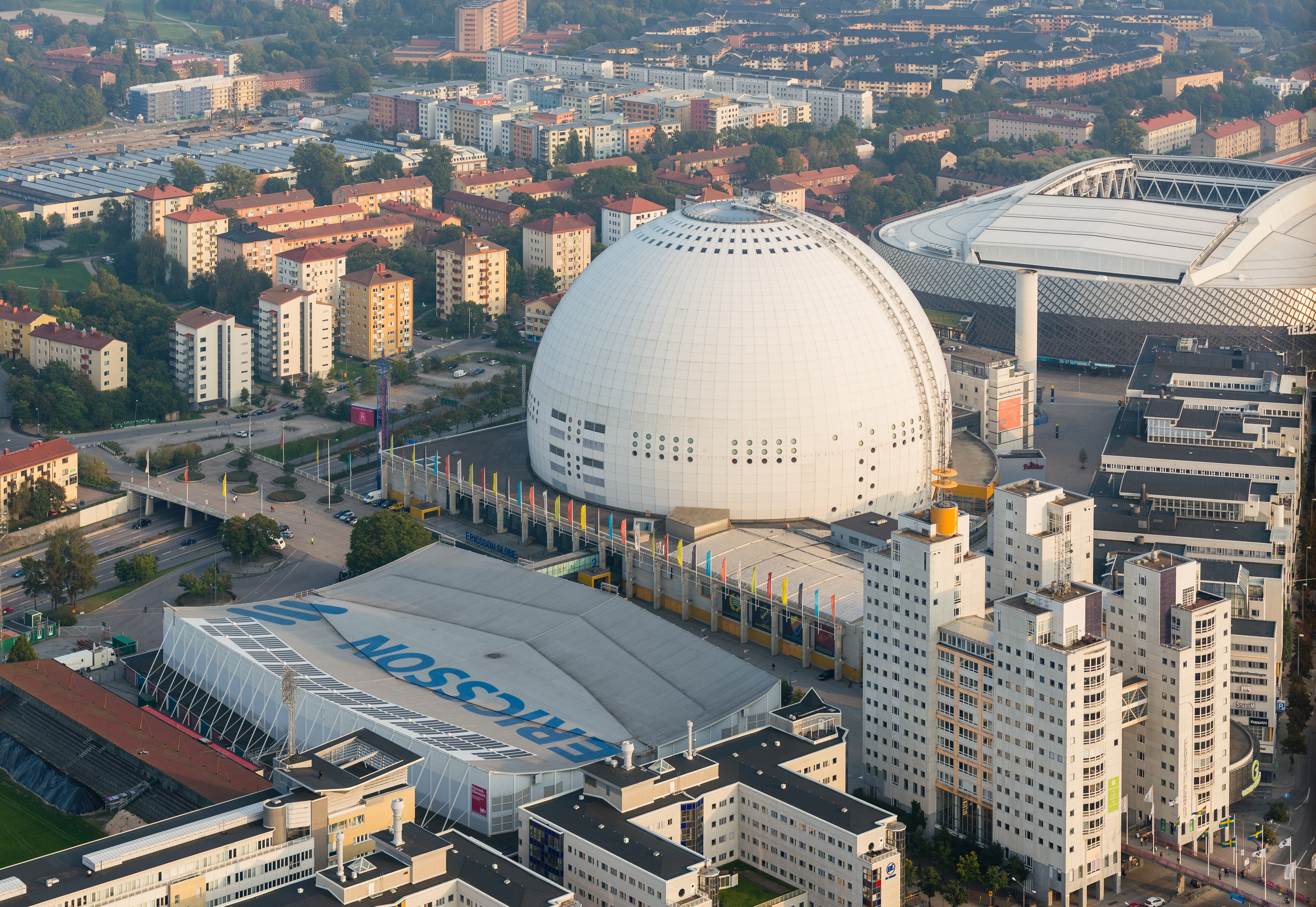
Avicii Arena.
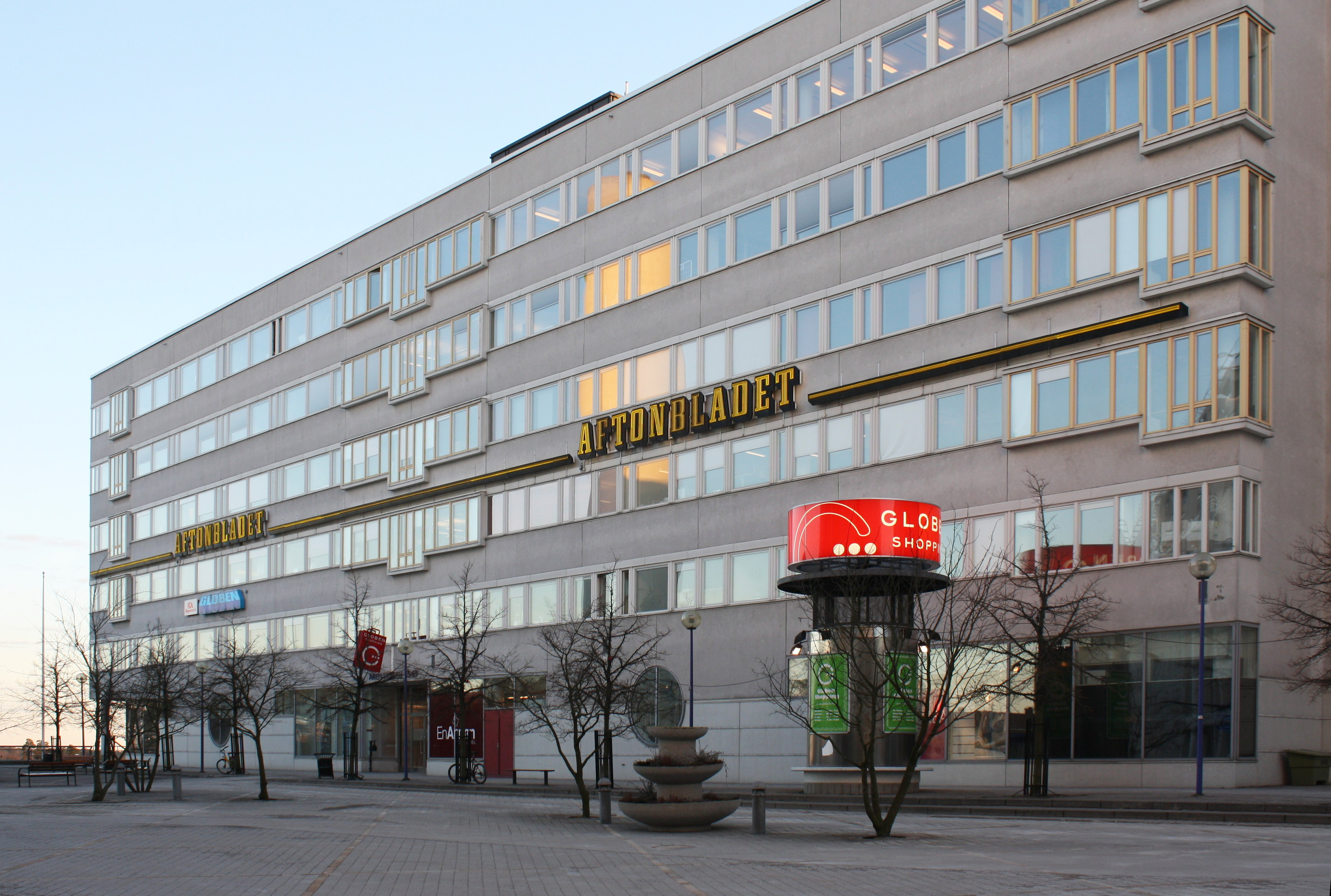
Siège d'Aftonbladet.

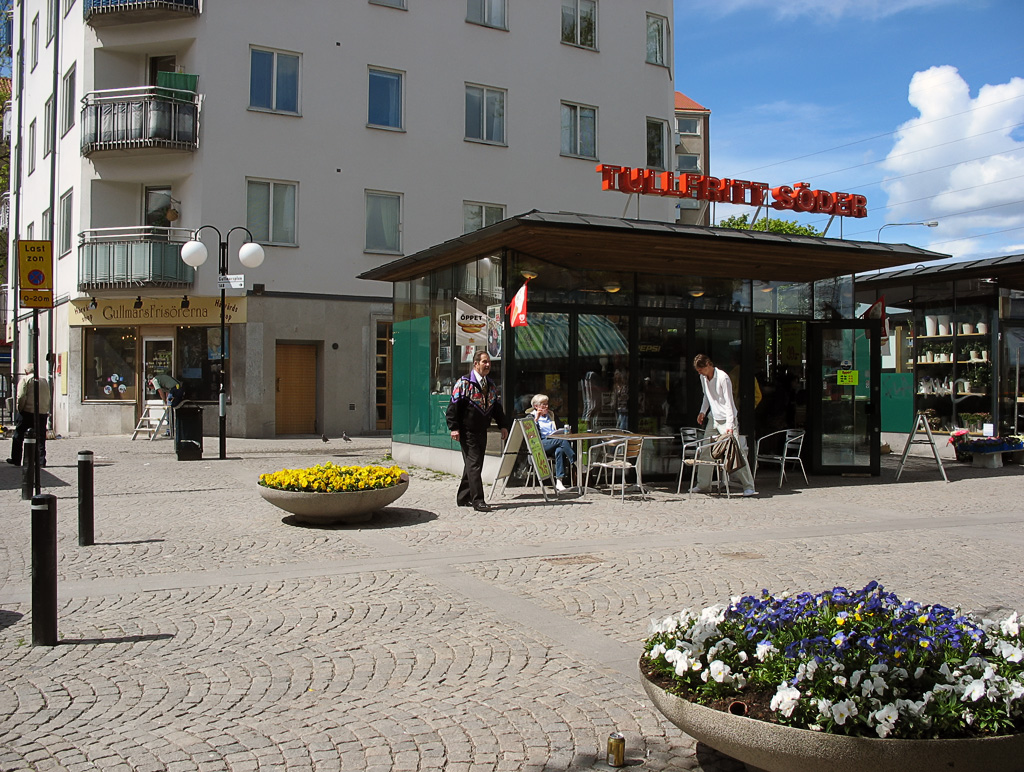
Place de Gullmarsplan.
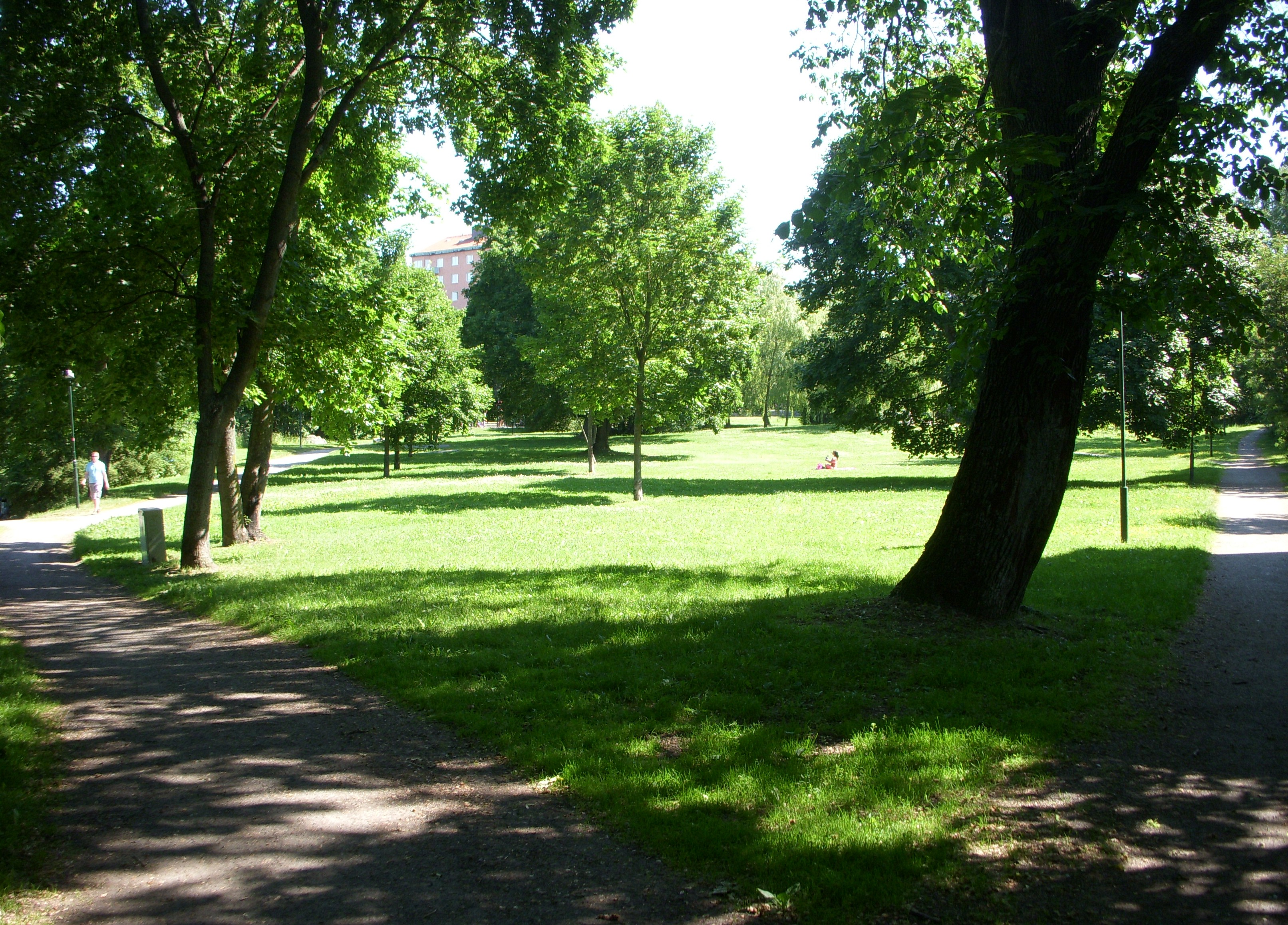
Grynkvarnsparken
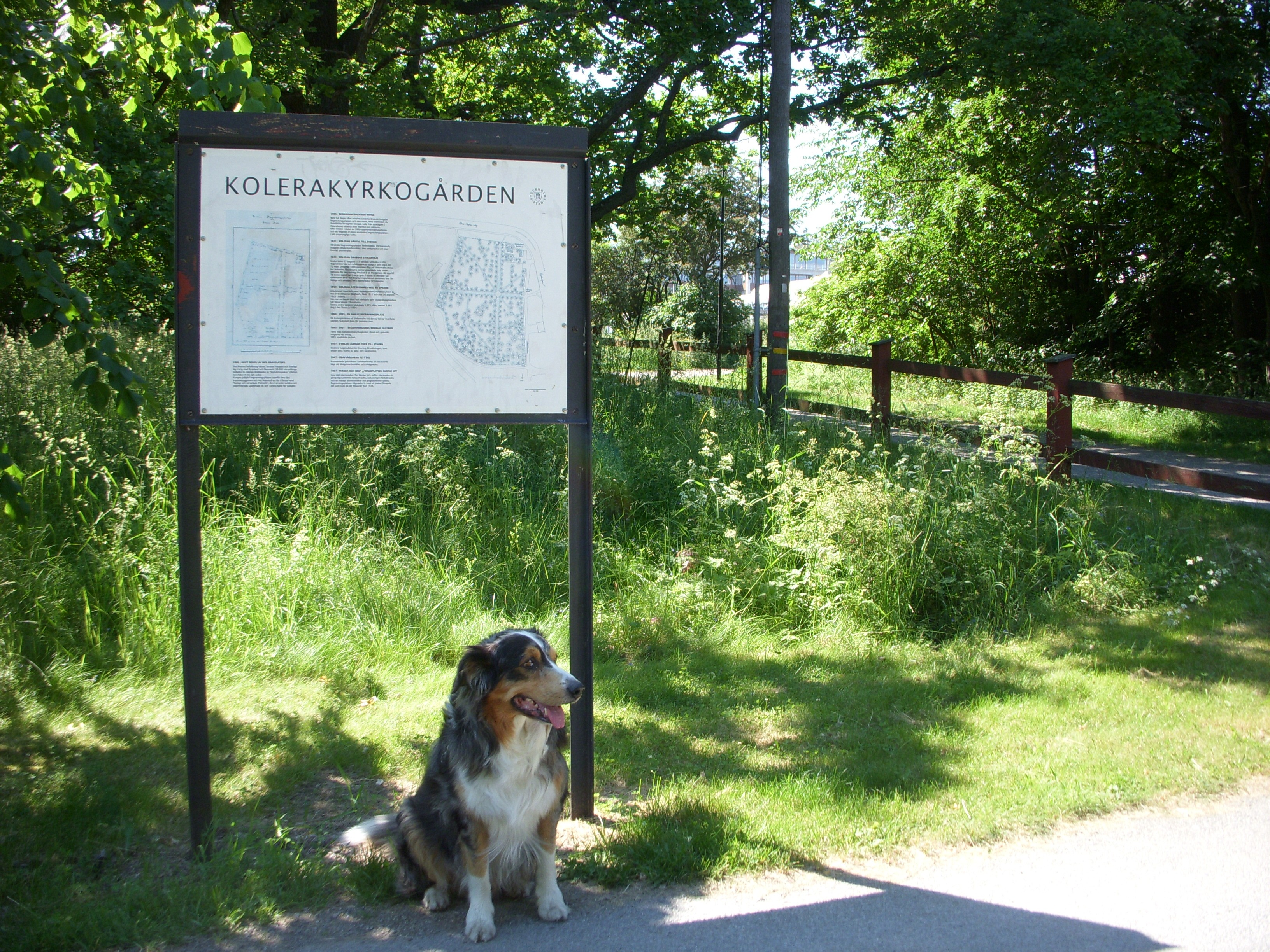
Cimetière du choléra
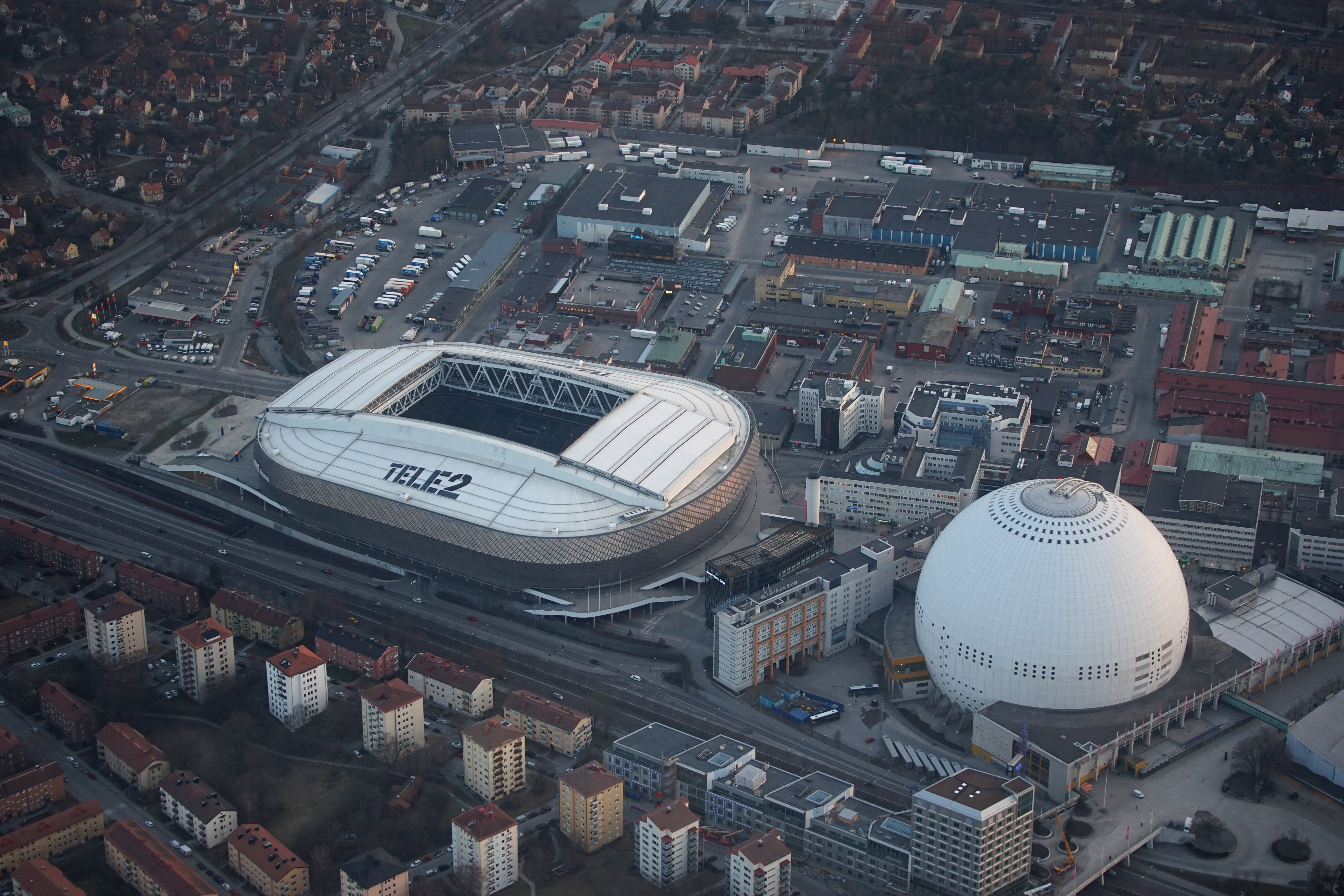
Globen City (sv)